# جیووانی کولونلی
جیووانی کولونلی (انگلیسی: Giovanni Colonnelli؛ ۱۴ ژانویه ۱۹۵۱ – ۱۵ نوامبر ۲۰۲۱ (aged 70)) بازیکن فوتبال اهل ایتالیا بود.
از باشگاه‌هایی که در آن بازی کرده‌است می‌توان به باشگاه فوتبال رجانا و باشگاه فوتبال پارما اشاره کرد.